# تريوخغورني
تريوخغورني (بالروسية: Трёхгорный) هي إحدى مدن روسيا في الكيان الفدرالي الروسي تشيليابينسك أوبلاست.